# Hanne Boels diskografi
Den danske sangerinde Hanne Boels diskografi består af 16 studiealbum, 2 livealbum, og ét opsamlingsalbum.

## Album

### Studiealbum
| Titel | Album detaljer                                               | Højeste placering | Højeste placering | Højeste placering | Højeste placering | Højeste placering | Højeste placering | Certificering         |
| Titel | Album detaljer                                               | Danmark           | Norge             | Schweiz           | Sverige           | Tyskland          | Østrig            | Certificering         |
| --- | ------------------------------------------------------------ | ----------------- | ----------------- | ----------------- | ----------------- | ----------------- | ----------------- | --------------------- |
| Shadow of Love (som Boel, Emborg, Vinding, Riel)                                                                    | - Udgivet: 1988 - Selskab: Stunt - Format: LP, CD            | *                 | —                 | —                 | —                 | —                 | —                 |                       |
| Black Wolf | - Udgivet: 1988 - Selskab: Medley - Format: LP, CD           | *                 | —                 | —                 | 26                | —                 | —                 | - Platin (Danmark)    |
| Dark Passion | - Udgivet: 1990 - Selskab: Medley - Format: LP, CD           | *                 | 16                | —                 | 3                 | —                 | —                 | - 3× Platin (Danmark) |
| My Kindred Spirit                                                                                                   | - Udgivet: 1992 - Selskab: Medley - Format: LP, CD           | *                 | 2                 | —                 | 3                 | —                 | —                 |                       |
| Kinda Soul | - Udgivet: 1992 - Selskab: Medley - Format: LP, CD           | *                 | 1                 | —                 | 11                | —                 | —                 | - 2× Platin (Norge)   |
| Misty Paradise | - Udgivet: 1994 - Selskab: Medley - Format: CD               | 7                 | 1                 | 49                | 8                 | 96                | 30                | - Platin (Danmark)    |
| Silent Violence | - Udgivet: 26. september 1996 - Selskab: Medley - Format: CD | 1                 | 1                 | —                 | 22                | —                 | —                 | - Platin (Danmark)    |
| Need | - Udgivet: 30. maj 1998 - Selskab: Medley - Format: CD       | 2                 | 6                 | —                 | —                 | —                 | —                 | - Guld (Danmark)      |
| Boel & Hall (med Martin Hall)                                                                                       | - Udgivet: 23. marts 2000 - Selskab: Medley - Format: CD     | 6                 | 12                | —                 | —                 | —                 | —                 | - Guld (Danmark)      |
| Beware of the Dog                                                                                                   | - Udgivet: 2002 - Selskab: Medley - Format: CD               | 1                 | 14                | —                 | 49                | —                 | —                 |                       |
| Abaco | - Udgivet: 2004 - Selskab: Warner - Format: CD               | 2                 | 14                | —                 | 37                | —                 | —                 |                       |
| Private Eye | - Udgivet: 2007 - Selskab: Warner - Format: CD               | 3                 | 9                 | —                 | 40                | —                 | —                 |                       |
| A New Kinda Soul | - Udgivet: 2008 - Selskab: Copenhagen - Format: CD           | 8                 | 19                | —                 | 20                | —                 | —                 |                       |
| I Think It's Going to Rain (featuring Carsten Dahl)                                                                 | - Udgivet: 23. marts 2010 - Selskab: Stunt - Format: CD      | 30                | 32                | —                 | —                 | —                 | —                 |                       |
| The Shining of Things                                                                                               | - Udgivet: 2011 - Selskab: Grappa - Format: CD               | 24                | —                 | —                 | —                 | —                 | —                 |                       |
| Outtakes | - Udgivet: 3. februar 2014 - Selskab: Warner - Format: CD    | 18                | —                 | —                 | —                 | —                 | —                 |                       |
| Between Dark & Daylight                                                                                             | - Udgivet : 24. januar 2020 - Selskab: Sundance              |                   |                   |                   |                   |                   |                   |                       |
| "*" markerer at informationen ikke er tilgængelig. "—" markerer en udgivelse der ikke opnåede en hitlisteplacering. |                                                              |                   |                   |                   |                   |                   |                   |                       |

### Livealbum
| Titel               | Album detaljer                                                         |
| ------------------- | ---------------------------------------------------------------------- |
| Strangely Disturbed | - Udgivet: 1999 - Selskab: Medley - Format: CD                         |
| Unplugged 2017      | - Udgivet: 3. november 2017 - Selskab: Sundance - Format: CD, download |

### Opsamlingsalbum
| Titel                                                            | Album detaljer                                 | Højeste placering | Højeste placering | Højeste placering | Højeste placering | Højeste placering | Højeste placering | Certificering         |
| Titel                                                            | Album detaljer                                 | Danmark           | Norge             | Schweiz           | Sverige           | Tyskland          | Østrig            | Certificering         |
| ---------------------------------------------------------------- | ---------------------------------------------- | ----------------- | ----------------- | ----------------- | ----------------- | ----------------- | ----------------- | --------------------- |
| Best of Hanne Boel                                               | - Udgivet: 1995 - Selskab: Medley - Format: CD | 2                 | 1                 | —                 | 4                 | —                 | —                 | - 2× Platin (Danmark) |
| "—" markerer en udgivelse der ikke opnåede en hitlisteplacering. |                                                |                   |                   |                   |                   |                   |                   |                       |